# Збірна Молдови з футболу

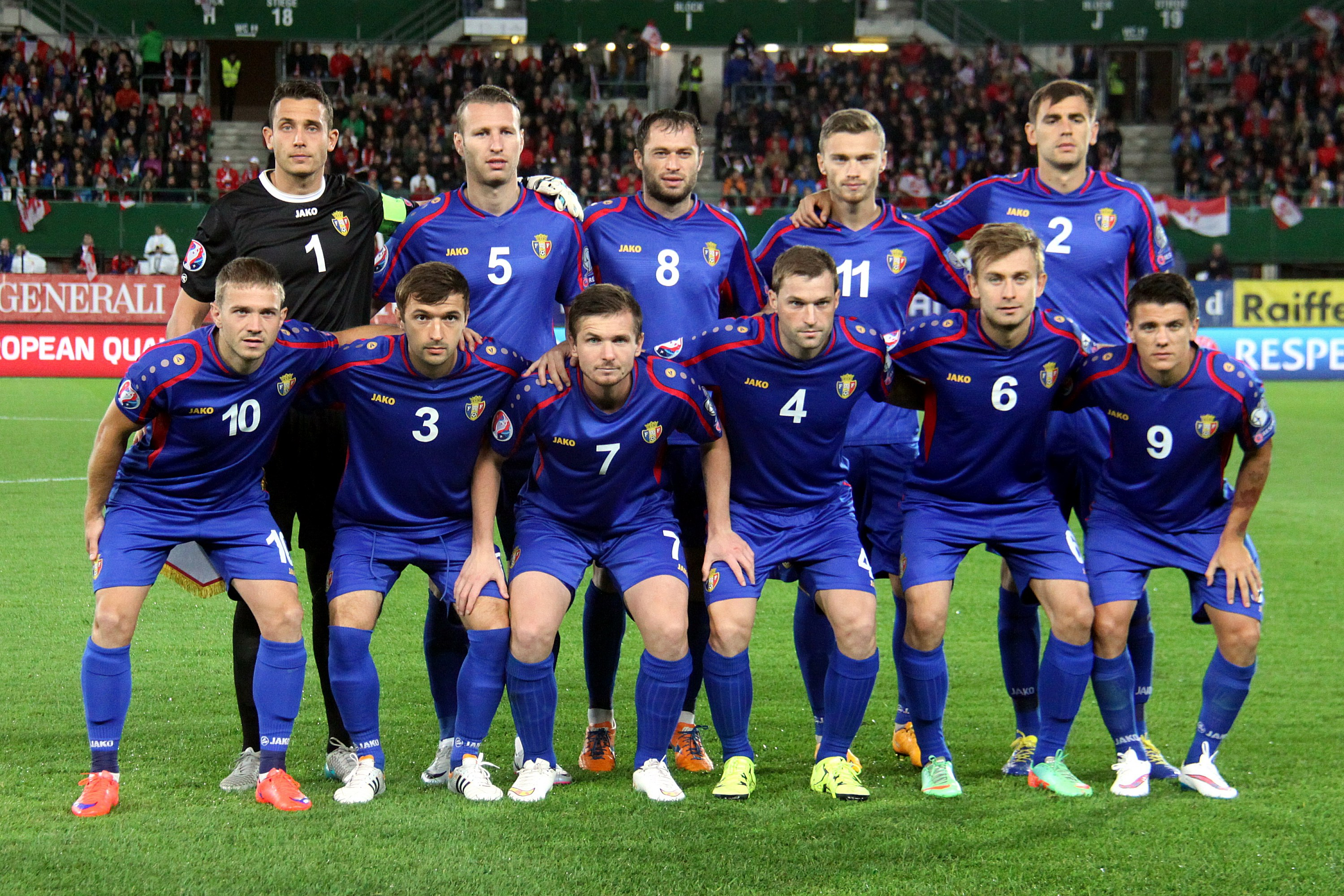
Кваліфікаційний матч Євро 2016.

Збірна Молдови з футболу — національна футбольна команда, яка представляє Молдову в міжнародних матчах. Контролюється футбольною федерацією Молдови. Жодного разу не брала участі у фінальних стадіях чемпіонатів світу та чемпіонатів Європи.
Станом на 28 листопада 2024 посідає 151-e місце у рейтингу футбольних збірних світу.

## Історія
Фактично утворилася після розпаду СРСР і зіграла першу гру проти збірної Грузії 2 липня 1991 року.
Найкращих результатів збірна Молдови домоглася у відбіркових іграх Чемпіонату Європи 1996 року. В рамках цього відбору, 7 вересня 1994 року збірна Молдови перемогла збірну Грузії з рахунком 1:0, а 12 жовтня 1994 в Кишиневі — збірну Уельсу з рахунком 3:2, здобувши дві перемоги у двох стартових матчах. Проте надалі протягом всього відбору Молдова змогла виграти лише один раз і зайняла 4 місце у групі.
У квітні 2008 року збірна Молдови піднялася на рекордне для себе 37-е місце в рейтингу ФІФА найкращих збірних світу.

## Виступи на міжнародних турнірах

### Чемпіонат світу
- 1930–1938 — не брала участі, входила до складу Румунії
- 1950–1990 — не брала участі, входила до складу СРСР
- 1994 — не брала участі, не була членом ФІФА до 1994 року
- 1998–2022 — не пройшла кваліфікацію

### Чемпіонат Європи
- 1960–1992 — не брала участі, входила до складу СРСР
- 1996–2024 — не пройшла кваліфікацію

### Ліга націй УЄФА
| Ліга націй УЄФА | Ліга націй УЄФА | Ліга націй УЄФА | Ліга націй УЄФА | Ліга націй УЄФА | Ліга націй УЄФА | Ліга націй УЄФА | Ліга націй УЄФА | Ліга націй УЄФА | Ліга націй УЄФА | Ліга націй УЄФА |
| Рік             | Ліга            | Група           | І               | В               | Н               | П               | М+              | М-              | П/П             | Рей             |
| --------------- | --------------- | --------------- | --------------- | --------------- | --------------- | --------------- | --------------- | --------------- | --------------- | --------------- |
| 2018—19         | D               | 2               | 6               | 2               | 3               | 1               | 4               | 5               |                 | 48-е            |
| 2020—21         | C               | 3               | 8               | 1               | 1               | 6               | 3               | 13              |                 | 48-е            |
| 2022—23         | D               | 1               | 6               | 4               | 1               | 1               | 10              | 6               | ▬               | 51-е            |
| 2024—25         | D               | 2               | 4               | 3               | 0               | 1               | 5               | 1               |                 |                 |
| Усього          | Усього          | Усього          | 24              | 10              | 5               | 9               | 22              | 25              |                 |                 |